# Florence (Colorado)
Florence é uma cidade localizada no estado americano de Colorado, no Condado de Fremont.

## Demografia
Segundo o censo americano de 2000, a sua população era de 3653 habitantes.
Em 2006, foi estimada uma população de 3692, um aumento de 39 (1.1%).

## Geografia
De acordo com o United States Census Bureau tem uma área de
10,5 km², dos quais 10,5 km² cobertos por terra e 0,0 km² cobertos por água. Florence localiza-se a aproximadamente 1579 m acima do nível do mar.

## Localidades na vizinhança
O diagrama seguinte representa as localidades num raio de 16 km ao redor de Florence.